# آلین فریرا
آلین فریرا (به انگلیسی: Aline Ferreira؛ زادهٔ ۱۸ اکتبر ۱۹۸۶) یک کشتی‌گیر آزادکار اهل برزیل است. وی سابقه حضور در المپیک ۲۰۱۶ ریو و المپیک ۲۰۲۰ توکیو را دارد.
از افتخارات وی می‌توان به کسب مدال نقره وزن ۷۵ کیلوگرم در مسابقات قهرمانی کشتی جهان ۲۰۱۴ اشاره کرد.